# Charmes (Vosgi)
Charmes là một xã, nằm ở tỉnh Vosges trong vùng Grand Est của Pháp. Xã này có diện tích 23,49 km², dân số năm 1999 là 4665 người. Xã này nằm ở khu vực có độ cao trung bình 284 m trên mực nước biển.
Dân địa phương tiếng Pháp gọi là Carpiniens.

## Biến động dân số
| 1962                                         | 1968 | 1975 | 1982 | 1990 | 1999 | 2005 |
| -------------------------------------------- | ---- | ---- | ---- | ---- | ---- | ---- |
| 5177                                         | 5221 | 5702 | 5225 | 4721 | 4665 | 4561 |
| Số liệu từ năm 1962: Dân số không tính trùng |      |      |      |      |      |      |